# Sauropus stenocladus
Sauropus stenocladus är en emblikaväxtart som först beskrevs av Johannes Müller Argoviensis, och fick sitt nu gällande namn av J.T.Hunter och J.J.Bruhl. Sauropus stenocladus ingår i släktet Sauropus och familjen emblikaväxter.
Artens utbredningsområde är Northern Territory, Australien.

## Underarter
Arten delas in i följande underarter:
- S. s. pinifolius
- S. s. stenocladus